# Nuthe-Urstromtal
Nuthe-Urstromtal est une commune allemande de l'arrondissement de Teltow-Fläming, Land de Brandebourg.

## Géographie
La municipalité se situe à l'ouest et à l'est de la Bundesstraße 101. Le noms de la commune vient de la rivière Nuthe et de la vallée proglaciaire de Głogów-Baruth, formée au cours de la glaciation vistulienne et séparant les plateaux de Zauche au nord et de Teltow au sud du Fläming.
Avec 341,31 km2, c'est la plus grande municipalité qui n'est pas une ville en Allemagne. La commune à faible densité de population n'a pas de centre historique développé, mais elle s’est orientée vers sa formation en 1993 sur des limites géographiques et géographiques entre les villes de Trebbin, Luckenwalde, Jüterbog et Baruth/Mark.
14 des 23 villages et environ les deux cinquièmes du nord-ouest se trouvent dans le parc naturel de Nuthe-Nieplitz. Les caractéristiques du parc naturel avec des champs, des vergers, des collines, des troupeaux de moutons, des prairies humides, des tourbières, des moulins à eau et des allées naturelles de frênes caractérisent également le paysage de la commune. Les nouveaux étangs qui se forment sur le cours inférieur des rivières à Stangenhagen avec l'arrêt des stations de pompage depuis 1991 entraînent une renaturation des tourbières.
La commune comprend vingt-trois quartiers : Ahrensdorf, Berkenbrück, Dobbrikow, Dümde, Felgentreu, Frankenförde, Gottow, Gottsdorf, Hennickendorf, Holbeck, Jänickendorf, Kemnitz, Liebätz, Lynow, Märtensmühle, Nettgendorf, Ruhlsdorf, Scharfenbrück, Schönefeld, Schöneweide, Stülpe, Woltersdorf, Zülichendorf. L'administration municipale se situe à Ruhlsdorf.
| Treuenbrietzen Beelitz | Trebbin          | Am Mellensee |
|                        | Nuthe-Urstromtal | Baruth/Mark  |
| Luckenwalde Jüterbog   | Niederer Fläming |              |

## Histoire
Le 20 mai 1992, le ministre de l'Intérieur donne son accord pour la création du Amt Nuthe-Urstromtal initialement situé dans la ville de Luckenwalde. Au moment de la fondation le 15 juin 1992, l'Amt comprend initialement 21 municipalités : Berkenbrück, Dobbrikow, Dümde, Felgentreu, Frankenförde, Gottow, Hennickendorf, Holbeck, Jänickendorf, Kemnitz, Lynow, Märtensmühle, Nettgendorf, Ruhlsdorf, Scharfenbrück, Schönefeld.
Le 6 décembre 1993, les 21 communes de l'Amt se réunissent dans la nouvelle commune de Nuthe-Urstromtal. Ahrensdorf et Liebätz qui ont fusionné pour être la commune de Märtensmühle deviennent des quartiers indépendants.

## Infrastructures
Nuthe-Urstromtal se trouve sur la Bundesstraße 101 et la gare de Scharfenbrück, sur la ligne de Berlin à Halle, ainsi que sur la Flaeming-Skate.

## Personnalités liées à la commune
- Oskar Barnack (1879–1936), inventeur de l'appareil photographique au format de film 35 mm né à Lynow.
- Hans Wichard von Rochow (1898–1945), dignitaire nazi
- Klaus Driefert (né en 1938), pilote de motonautisme
- Rudi Dutschke (1940–1979), sociologue
- Paul Pribbernow (né en 1947), caricaturiste